# اویزیس
اویزیس (‎/ˈoʊɪzɪs/‎; یونانی باستان: Ὀϊζύς Oïzús "بدبختی") در اساطیر یونانی تجسم درد یا پریشانی است.
در تئوگونیای هزیود، اویزیس یکی از فرزندان نیکس (شب) است که بدون کمک پدر متولد شده است. به گفته نویسندگان رومی سیسرون و هیگینوس، «میسریا» (مصائب) یکی از فرزندان نیکس و اربوس است. اویزیس هیچ اسطوره‌شناسی مشخصی برای خود ندارد.